# Biografielijst Vo

## Vo
- Võ Nguyên Giáp (1911-2013), Vietnamees generaal
- Võ Văn Kiệt (1922-2008), Vietnamees politicus (o.a. premier)

## Vod
- Miran Vodovnik (1977), Sloveens atleet
- Božo Vodušek (1905-1978), Sloveens taalkundige en dichter

## Voe
- Sandra Voe (1936), Schots actrice
- Thomas Voeckler (1979), Frans wielrenner
- Hendrik Voes (?-1523), Zuid-Nederlands geestelijke
- Hugo Voeten (1940-2017), Belgisch ondernemer en kunstverzamelaar
- Gisbertus Voetius (1589-1676), Nederlands theoloog
- Flip Voets (1949-2024), Belgisch journalist

## Vog

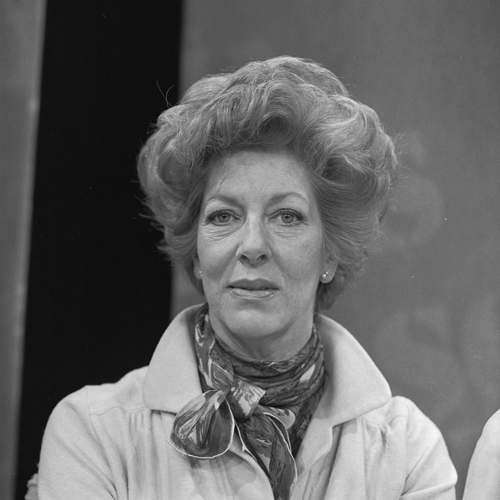
Ellen Vogel

- Eberhard Vogel (1943), Duits voetballer en voetbalcoach
- Ellen Vogel (1922-2015), Nederlands actrice
- Jan Vogel (1902-1983), Nederlands accordeonist, componist en dirigent
- Matt Vogel (1957), Amerikaans zwemmer
- Matt Vogel (1970), Amerikaans poppenspeler en televisieregisseur
- Willem Vogel (1920-2010), Nederlands cantor en componist van kerkmuziek
- Wladimir Vogel (1896-1984), Zwitsers componist, muziekpedagoog en pianist
- Ella Vogelaar (1949), Nederlands (vakbonds)bestuurder en politica
- Jacq Vogelaar (1944), Nederlands dichter, essayist, literatuurcriticus en (kinderboeken)schrijver
- Stefanie Vögele (1990), Zwitsers tennisster
- Adri Vogels (1941-2022), Nederlands voetballer
- Frida Vogels (1930), Nederlands schrijfster, dichter en vertaler
- Guillaume Vogels (1836-1896), Belgisch schilder
- Guus Vogels (1975), Nederlands hockeyer
- Henk Vogels (1964), Nederlands boogschutter
- Henk Vogels (1973), Nederlands-Australisch wielrenner
- Jan Vogels (1872-1954), Belgisch arts en Vlaams activist
- Jef Vogels (1991), Belgisch voetballer
- Jens Vogels (?), Belgisch korfballer
- Mieke Vogels (1954), Vlaams-Belgisch politica
- Rian Vogels (1970), Nederlands politica en rechter
- Werner Vogels (1958), Nederlands informaticus en bestuurder
- Willem Vogelsang (1956), Nederlands taalkundige
- Walther von der Vogelweide (1170-1230), Oostenrijks zanger en dichter
- Gerrit Voges (1932-2007), Nederlands voetballer
- Karl-Michael Vogler (1928-2009), Duits filmacteur
- Nicolas Vogondy (1977), Frans wielrenner
- Lars Vogt (1970-2022), Duits pianist en dirigent
- Willem Vogt (1888-1973), Nederlands omroeppionier

## Voi

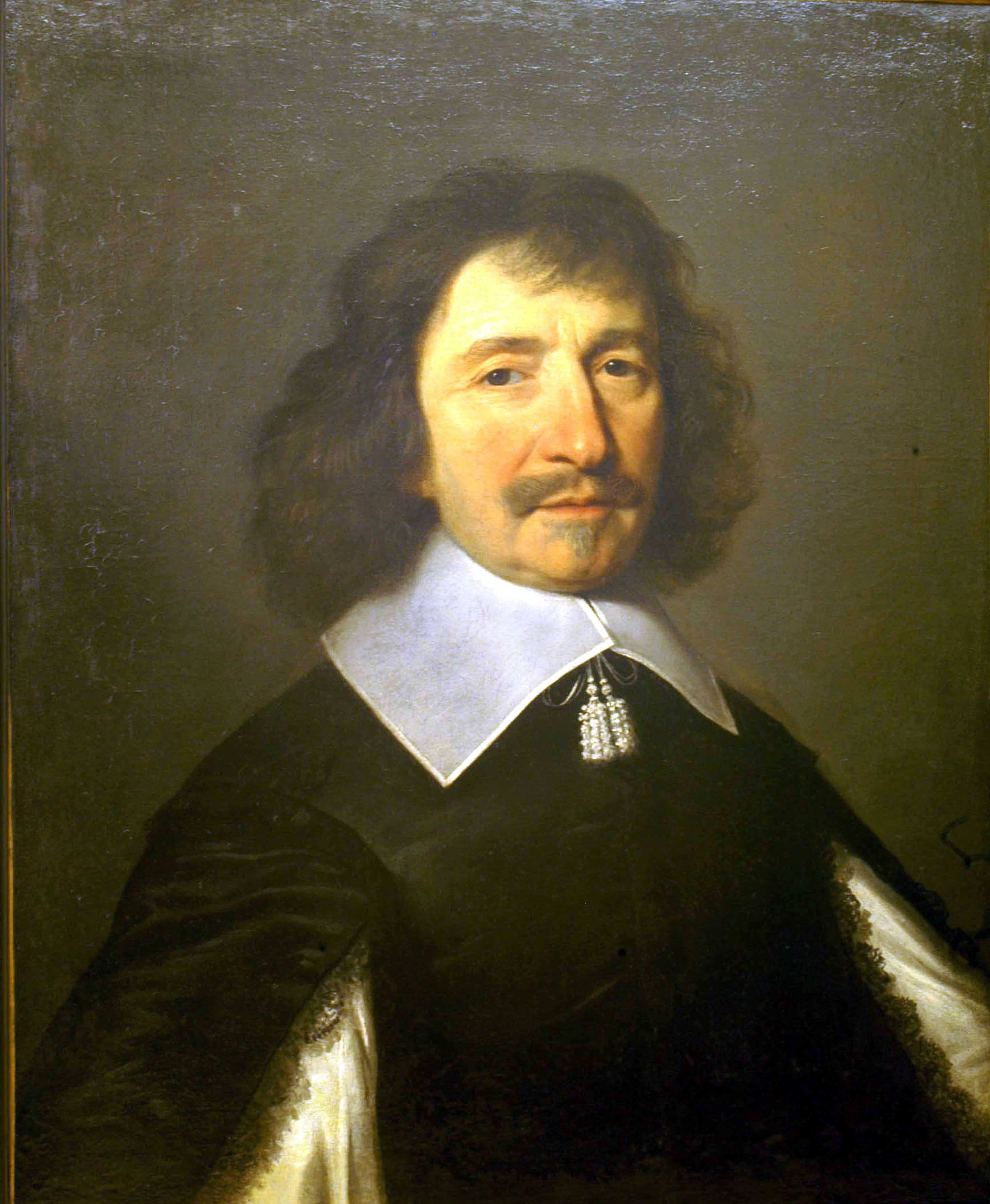
Vincent Voiture

- Jon Voight (1938), Amerikaans acteur
- Alexander Voigt (1978), Duits voetballer
- Angela Voigt (1951-2013), Oost-Duits atlete
- Daniël Voigt (1977), Nederlands voetballer
- Friedrich Wilhelm Voigt (1833-1894), Duits componist, muziekpedagoog en dirigent
- Georg Voigt (1827-1891), Duits historicus
- Jaap Voigt (1941), Nederlands hockeyer
- Jens Voigt (1971), Duits wielrenner
- Paul Voigt (1901-1981), Brits audiopionier
- Udo Voigt (1952), Duits politicus
- Wolfgang Voigt (1961), Duits elektronica-muzikant
- Friedrich Wilhelm Voigt (1849-1922), Oost-Pruisisch schoenmaker en kruimeldief
- Gabriel Voigtländer (ca. 1596-1643), Duits muzikant en dichter
- George Voinovich (1936-2016), Amerikaans politicus
- Auguste Voisin (1800-1843), Belgisch bibliothecaris en historicus
- Callum Voisin (2006), Brits-Zwitsers autocoureur
- Vincent Voiture (1597-1648), Frans dichter en schrijver

## Voj
- Vladimir Vojevodski (1966-2017), Russisch wiskundige en winnaar van de Fieldsmedaille.

## Vol

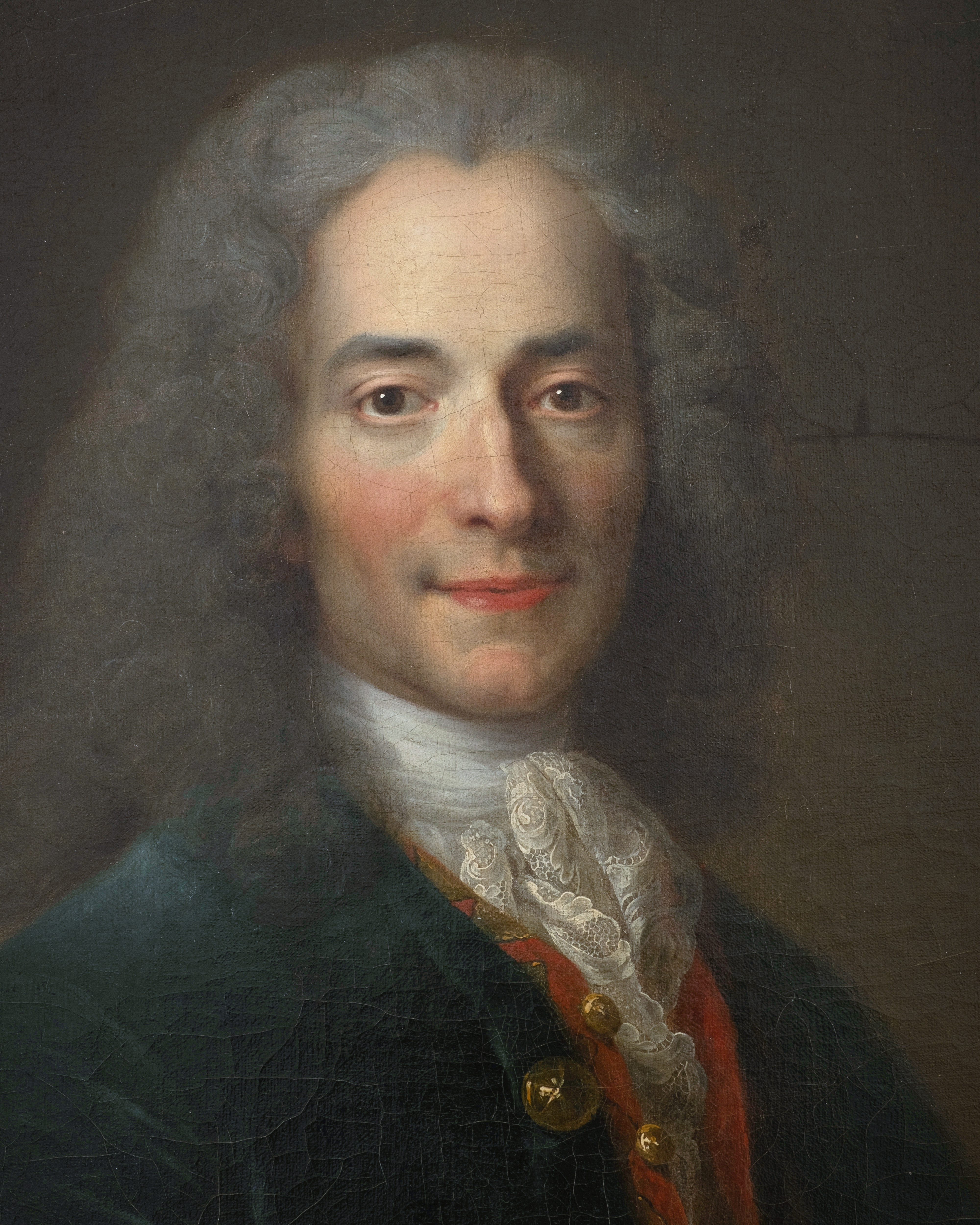
Voltaire

- Koen Volckaerts (1951), Belgisch politicus
- Jozef Volders (1949), Belgisch voetballer
- John Voldstad (1951), Noors acteur
- Sabine Völker (1973), Duits schaatsster
- Wim Volkers (1899-1990), Nederlands voetballer en sportbestuurder
- Stephan Volkert (1971), Duits roeier
- Ján Volko (1996), Slowaaks atleet
- Aleksej Volkov (1988), Russisch biatleet
- Sergej Volkov (1987), Russisch freestyleskiër
- Jekaterina Volkova (1978), Russisch atlete
- Olga Volkova (1986), Oekraïens freestyleskiester
- Yochanan Vollach (1945), Israëlisch voetballer en voetbalbestuurder
- Joost van Vollenhoven (1866-1923), Nederlands politicus, zakenman en bankier
- Maurits van Vollenhoven (1882-1976), Nederlands diplomaat en publicist
- Pieter van Vollenhoven (1939), Nederlands echtgenoot van prinses Margriet
- Andreas Vollenweider (1953), Zwitsers musicus
- Rudi Völler (1960), Duits voetballer en voetbaltrainer
- Dana Vollmer (1987), Amerikaans zwemster
- Johannes Gerardus Charles Volmer (1865-1935), Nederlands accountant en bedrijfskundige
- Constantin-François Volney (1757-1820), Frans filosoof, oriëntalist en politicus
- Ilia Volok (1964), Oekraïens (stem)acteur
- Ottorino Volonterio (1917-2003), Zwitsers autocoureur
- Tatjana Volosozjar (1986), Russisch-Oekraïens kunstschaatsster
- Oleksandr Volovyk (1985), Oekraïens voetballer
- Marith Volp (1972), Nederlands politicus
- Bryan Volpenhein (1976), Amerikaans roeier
- Alessandro Volta (1745-1827), Italiaans natuurkundige
- Voltaire (1693-1778), Frans filosoof
- Vito Volterra (1860-1940), Italiaans wis- en natuurkundige
- Boris Volynov (1934), Russisch kosmonaut

## Von

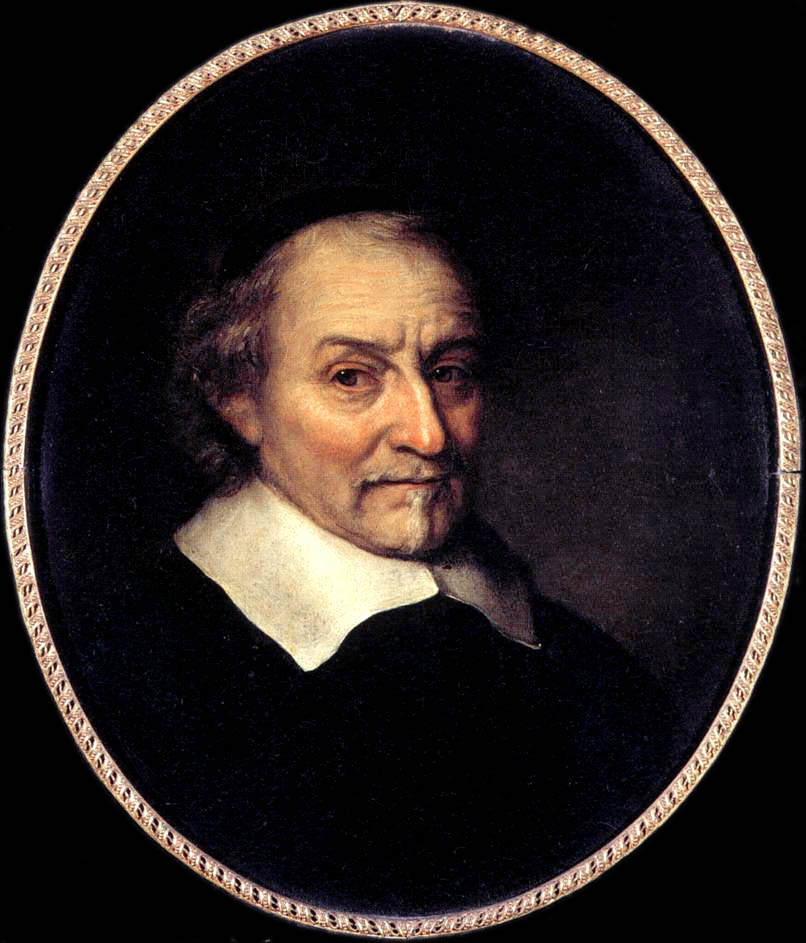
Joost van den Vondel

- Rico Vonck (1987), Nederlands darter
- Joost van den Vondel (1587-1679), Nederlands dichter en toneelschrijver
- Anne Vondeling (1916-1979), Nederlands politicus
- Christian von Boetticher (1970), Duits politicus
- Lenny Von Dohlen (1958-2022), Amerikaans acteur
- Chris Von Erich (1969-1991), Amerikaans professioneel worstelaar (Chris Barton Adkisson)
- David Von Erich (1958-1984), Amerikaans professioneel worstelaar (David Alan Adkisson)
- Fritz Von Erich (1929-1997), Amerikaans professioneel worstelaar (Jack Barton Adkisson)
- Kerry Von Erich (1960-1993), Amerikaans professioneel worstelaar (Kerry Gene Adkisson)
- Kevin Von Erich (1957), Amerikaans professioneel worstelaar (Kevin Ross Adkisson)
- Mike Von Erich (1964-1987), Amerikaans professioneel worstelaar (Michael Brett Adkisson)
- Johny Voners (1945-2020), Belgisch acteur
- Karl von Frisch (1886-1982), Oostenrijks zoöloog
- Henk Vonhoff (1931-2010), Nederlands politicus
- Berend J. Vonk (1962), Nederlands striptekenaar, cartoonist, illustrator, graficus en kunstschilder
- Britt Vonk (1991), Nederlands softballspeelster
- Corry Vonk (1901-1988), Nederlands revuester en cabaretière
- Frans Vonk de Both (1873-1952), Nederlands burgemeester
- Freek Vonk (1983), Nederlands bioloog
- Gijsbertus Vonk (1889-1969), Nederlands ambtenaar, openbaar aanklager en politicus
- Hans Vonk (1942-2004), Nederlands dirigent
- Hans Vonk (1970), Zuid-Afrikaans voetbaldoelman
- Henk Vonk (1942-2019), Nederlands voetbaltrainer
- Jacques Vonk (1923-2000), Nederlands schilder, tekenaar en glazenier
- Jobke Vonk-Vedder (1964), Nederlands politica
- Lambertus Christoffel Vonk (1757-1846), koopman en politicus ten tijde van de Bataafse Republiek
- Marcel Vonk, Nederlands wetenschapper en pokerspeler
- Martha Vonk-van Kalker (1943-2022), Nederlands politica
- Michel Vonk (1968), Nederlands voetballer en trainer
- Rokus Vonk (1887-1944), Nederlands burgemeester
- Roos Vonk (1960), Nederlands hoogleraar psychologie
- Rudy Vonk (1974), Nederlands voetballer en trainer
- Theo Vonk (1947), Nederlands voetballer en trainer
- Jan Vonka (1963), Tsjechisch autocoureur
- Roger Vonlanthen (1930-2020), Zwitsers voetballer
- Lindsey Vonn (1984), Amerikaans alpineskiester
- Marie Christine von Reibnitz (1945), van oorsprong Oostenrijkse-Boheemse barones
- Dita Von Teese (1972), Amerikaans danseres en model

## Voo

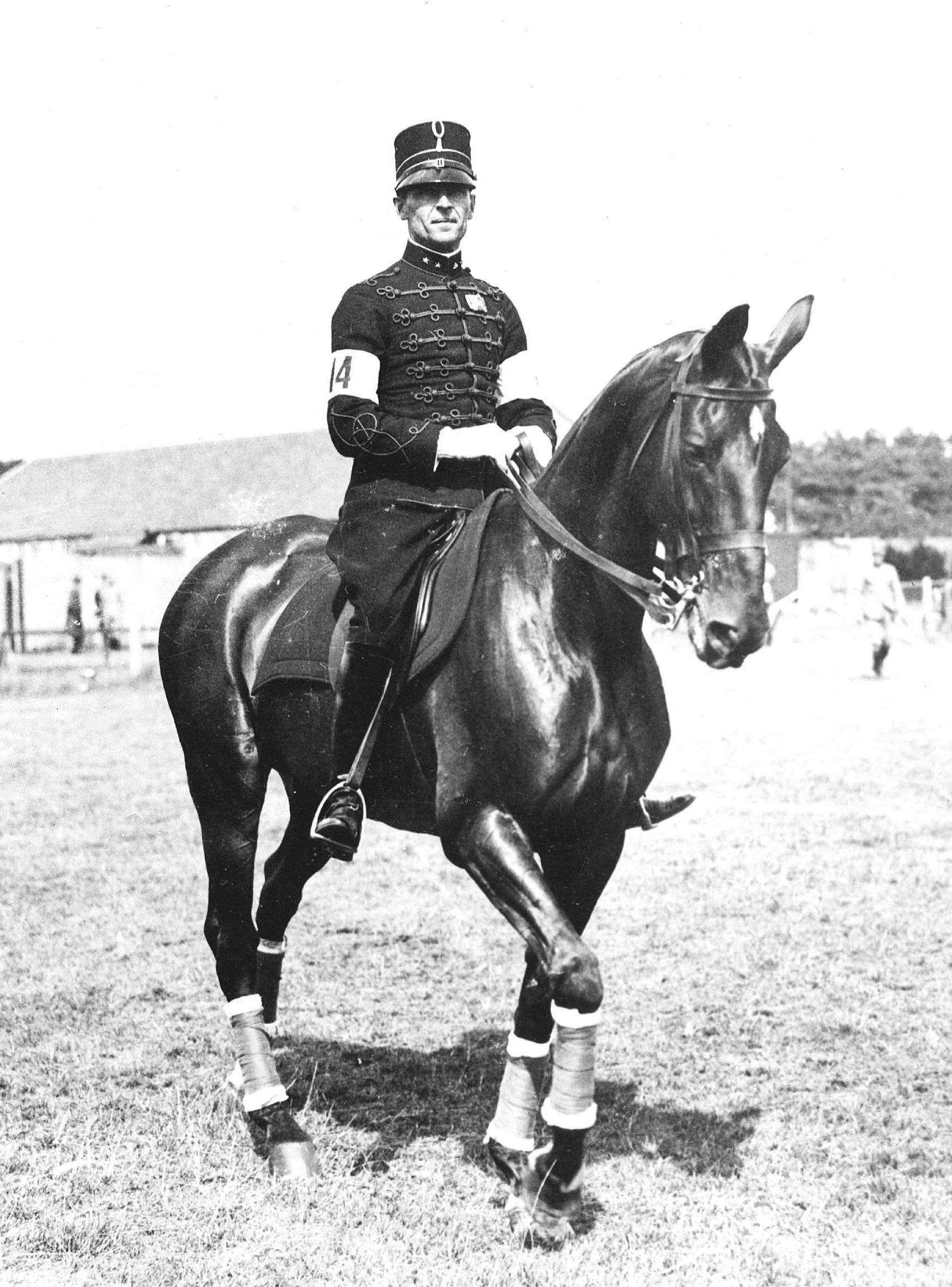
Dolf van der Voort van Zijp

- Jeroen Voogd (1987), Nederlands paralympisch sporter
- Petrus Voogd (1873-1939), Nederlands sociaaldemocraat
- Skip Voogd (1933-2021), Nederlands radiomaker
- Frits de Voogt (1927-2023), Nederlands roeier en ingenieur
- Jan Voogt Pzn (1899-2006), Nederlands oudste man
- Atie Voorbij (1940-2024), Nederlands zwemster
- Rick ten Voorde (1991), Nederlands voetballer
- Joël Voordewind (1965), Nederlands politicus
- Robert Voorhamme (1949), Belgisch syndicalist en politicus
- Anne C. Voorhoeve (1963), Duits (scenario)schrijfster
- Johannes Nicolaas Voorhoeve (1873-1948), Nederlands uitgever
- Joris Voorhoeve (1945), Nederlands politicus
- Jorien Voorhuis (1984), Nederlands schaatsster
- Leo Voormolen (1943-2008), Nederlands beeldend kunstenaar
- Willem Voormolen (1856-1909), Nederlands militair, burgemeester en politiefunctionaris
- Albert Voorn (1956), Nederlands springruiter
- Orlando Voorn (1968), Nederlandse technoproducer
- Vincent Voorn (1984), Nederlands springruiter
- Alexander Eppo baron van Voorst tot Voorst (1880-1965), Nederlands politicus
- Arthur Eduard Joseph baron van Voorst tot Voorst (1858-1928), Nederlands politicus
- Berend-Jan Marie baron van Voorst tot Voorst (1944-2023), Nederlands politicus
- Eduardus Ludovicus baron van Voorst tot Voorst (1874-1945), Nederlands sportschutter
- Jan Joseph Godfried baron van Voorst tot Voorst sr. (1846-1931), Nederlands politicus en luitenant-generaal der infanterie
- Jan Joseph Godfried baron van Voorst tot Voorst jr. (1880-1963), Nederlands generaal
- Herman Franciscus Maria baron van Voorst tot Voorst (1886-1971), Nederlands militair
- Louis François Joseph Maria baron van Voorst tot Voorst (1870-1939), Nederlands politicus
- Charles van der Voort (1959), Nederlands officier van justitie
- Cornelis van der Voort (ca. 1576-1624), Nederlands kunstschilder
- Dirk van der Voort (1901-1971), Nederlands verzetsstrijder en politicus
- Hanna Van de Voort (1904-1956), Nederlands verzetsstrijdster
- Herman Nicolaas van der Voort (1900-1982), Nederlands schrijver
- Kaj van der Voort (1996), Nederlands musicalacteur en zanger
- Leonardus van der Voort (1762-1809), Nederlands arts en politicus
- Peter van der Voort (1964), Nederlands arts en hoogleraar
- Tom van der Voort (1942-2018), Nederlands pedagoog en hoogleraar
- Vincent van der Voort (1975), Nederlands darter
- Wim van der Voort (1923-2016), Nederlands schaatser
- Dolf van der Voort van Zijp (1892-1978), Nederlands ruiter
- Adri Voorting (1931–1961), Nederlands wielrenner
- Gerrit Voorting (1923–2015), Nederlands wielrenner
- Arend Voortman (1930-2012), Nederlands econoom en politicus
- Linda Voortman (1979), Nederlands politica
- Hanna Voos (1910-1990), Belgische danseres, choreografe en danspedagoge
- Karel Voous (1920-2002), Nederlands vogelkundige

## Vor
- Sven Vorkbaard (965-1014), koning van Denemarken
- Ruud Vormer (1988), Nederlands voetballer
- Vjatsjelav Voronin (1974), Russisch atleet
- Koos Vorrink (1891-1955), Nederlands politicus
- Ies Vorst (1938-2023), Nederlands rabbijn
- Harrie Vorst (1938), Nederlands psycholoog en methodoloog
- Monique van der Vorst (1984), Nederlands paralympisch sportster
- Peter van der Vorst (1971), Nederlands presentator en royalty-deskundige
- Ton Vorstenbosch (1947-2017), Nederlands toneelschrijver en scenarist
- George Auguste Vorsterman van Oyen (1836-1915), Nederlands onderwijzer en politicus
- Frans Vorstman (1922-2011), Nederlands acteur

## Vos

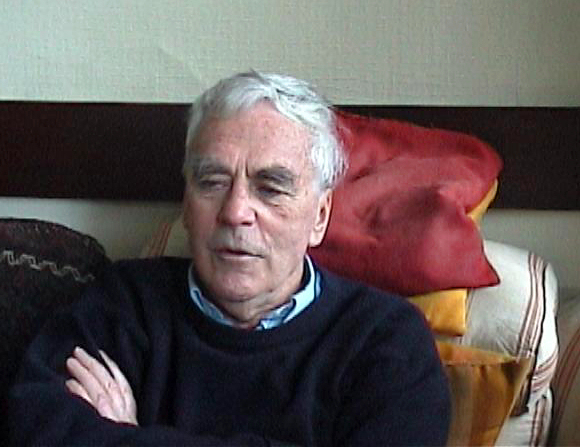
J.J. Voskuil

- Aafje Vos (1928-2018), Nederlands scheikundige en hoogleraar
- Andries Vos (1919-2009), Nederlands taalkundige en hoogleraar
- Arent Tonko Vos (1875-1954), Nederlands advocaat, schrijver en politicus
- Auguste Vos (1902-?), Belgisch atleet
- Bart Vos (1951), Nederlands bergbeklimmer en schrijver
- Bob Vos (1910-1963), Nederlands componist
- Cees Vos (1927-2018), Nederlands burgemeester
- Charles Vos (1860-1939), Belgisch kunstschilder, kunsthandelaar, galeriehouder en uitgever
- Charles Vos (1888-1954), Nederlands beeldhouwer
- Chris Vos (1998), Nederlands snowboarder
- Cor Vos (1901-1992), Nederlands edelsmid, kunstschilder en sieraadontwerper
- Cornelis Lodewijk de Vos (1804-1885), Nederlands president van de Hoge Raad der Nederlanden
- Dries Vos (1980), Belgisch regisseur
- Edgar Vos (1931-2010), Nederlands couturier
- Erik Vos (1929), Nederlands toneelregisseur
- Ernie de Vos (1941-2005), Canadees autocoureur
- Felicita Vos (1972), Nederlands schrijfster
- Floris Vos (1871-1943), Nederlands politicus en ondernemer
- Ger Vos (1944), Nederlands dirigent en muziekpedagoog
- Gerrit Vos (1962), Nederlands zanger
- Gerrit Jan Vos (1863-1948), Nederlands architect
- Gino Vos (1990), Nederlands darter
- Giny Vos (1959), Nederlands kunstenares
- Hans Vos (1957), Nederlands beeldhouwer
- Harmen de Vos (1896-1980), Nederlands filosoof, theoloog en hoogleraar
- Harry Vos (1946-2010), Nederlands voetballer
- Hein Vos (1903-1972), Nederlands econoom en politicus
- Hendrik Vos (?-1523), Zuid-Nederlands geestelijke, ook gekend onder de naam Hendrik Voes
- Hendrik Vos (1972), Belgisch politicoloog
- Henk Vos (1943-1999), Nederlands vakbondsbestuurder en politicus
- Henk Vos (1968), Nederlands voetballer
- Herman Vos (1889-1952), Belgisch politicus
- Hilde Vos (1986), Nederlands singer-songwriter
- Hubert Vos (1855-1935), Nederlands-Amerikaans kunstschilder
- Hubert Vos (1954), Nederlands politicus
- Ida Vos (1931-2006), Joods-Nederlands dichteres en schrijfster
- Ingmar Vos (1986), Nederlands atleet
- Jan Vos (ca. 1610-1667), Nederlands dichter, toneelschrijver en toneelregisseur
- Jan Vos (1888-1939), Nederlands voetballer en voetbalcoach
- Jan Vos (1972), Nederlands politicus
- Johan Vos (1895-1961), Nederlands dammer
- John Vos (1987), Nederlands voetballer
- Jorg de Vos (1976), Nederlands grafisch ontwerper
- Jos Vos (1960), Belgisch schrijver
- Jos de Vos (1991), Nederlands schaatser
- Joseph Vos (1948), Nederlands politicus
- Loes Vos (1935), Nederlands actrice
- Louis Vos (1945), Belgisch historicus en hoogleraar
- Maaike Vos (1985), Nederlands shorttrackster
- Maaike Vos (1991), Nederlands zangeres
- Maarten de Vos (1941-2012), Nederlands sportjournalist
- Maerten de Vos (1531 of 1532-1603), Zuid-Nederlands kunstschilder
- Margot Vos (1891-1985), Nederlands dichteres
- Maria Vos (1824-1906), Nederlands kunstschilderes
- Marianne Vos (1987), Nederlands veld- en wielrenster
- Marijke Vos (1957), Nederlands politicus
- Marjoleine de Vos (1957), Nederlands dichteres, columniste en redactrice
- Mark Vos (1969), Belgisch politicus
- Mei Li Vos (1970), Nederlands politica
- Metha de Vos (1981), Nederlands presentator en radio-dj
- Michiel Vos (1970), Nederlands journalist en presentator
- Nicolaas Vos (1844-1904), Nederlands architect
- Otto Vos (1955), Nederlands advocaat, rechter en politicus
- Peter Vos (1935-2010), Nederlands tekenaar, graficus en illustrator
- Pieter de Vos (1924-2009), Nederlands Engelandvaarder
- Pouwel Vos (1950-2014), Nederlands politiefunctionaris
- Priscilla de Vos (1987), Nederlands voetbalster
- Ralph Vos (1996), Nederlands voetballer
- Robbert de Vos (1996), Nederlands voetballer
- Roosje Vos (1860-1932), Nederlands vakbondsbestuurster en politica
- Sander Vos (1967), Nederlands editor
- Sierd de Vos (1959), Nederlands sportjournalist
- Theo Vos (1887-1948), Nederlands beeldhouwer
- Toby Vos (1918-2019), Nederlands striptekenaar, illustrator en verzetsstrijder
- Ton Vos (1923-1991), Nederlands acteur
- Tony Vos (1931-2020), Nederlands saxofonist, componist en producer
- Tuffie Vos (1964), Nederlands stemactrice
- Uli Vos (1946), Duits hockeyer
- Wim de Vos (1968), Nederlands wielrenner
- Tonny Vos-Dahmen von Buchholz (1923-2005), Nederlands kinderboekenschrijver
- Antonius Franciscus Vos de Wael (1833-1902), Nederlands politicus
- Arnoldus Johannes Vos de Wael (1787-1859), Nederlands politicus
- Frans Vos de Wael (1876-1963), Nederlands politicus
- Gerardus Antonius Leonardus Maria Vos de Wael (1895-1982), Nederlands politicus
- Gerardus Everhardus Vos de Wael (1821-1889), Nederlands politicus en bankier
- Gerhardus Antonius Vos de Wael (1819-1881), Nederlands politicus
- Nicolaus Xaverius Theodorus Maria Vos de Wael (1865-1946), Nederlands politicus
- Lien Vos-van Gortel (1931), Nederlands politica
- Albrecht Nicolaas de Vos van Steenwijk (1912-1996), Nederlands militair en voorzitter van de Hoge Raad van Adel
- Alwine de Vos van Steenwijk (1921-2012), Nederlands bestuurster
- Carel de Vos van Steenwijk (1759-1830), Nederlands staatsman
- Godert Willem de Vos van Steenwijk (1829-1904), Nederlands politicus
- Godert Willem de Vos van Steenwijk (1845-1890), Nederlands politicus
- Godert Willem de Vos van Steenwijk (1895-1940), Nederlands ambassadeur
- Jan Arend de Vos van Steenwijk (1746-1813), Nederlands politicus
- Jan Arend de Vos van Steenwijk (1855-1941), Nederlands ambtenaar
- Jan Arend Godert de Vos van Steenwijk (1799-1872), Nederlands politicus
- Jan Arend Godert de Vos van Steenwijk (1818-1905), Nederlands politicus
- Jan Arend Godert de Vos van Steenwijk (1889-1972), Nederlands jurist en voorzitter van de Hoge Raad van Adel
- Jan Willem Jacobus de Vos van Steenwijk (1827-1897), Nederlands politicus
- Jan Willem Jacobus de Vos van Steenwijk (1882-1970), Nederlands politicus
- Mello de Vos van Steenwijk (1836-1888), Nederlands politicus
- Reint Hendrik de Vos van Steenwijk (1885-1964), Nederlands politicus
- Willem Lodewijk de Vos van Steenwijk (1859-1947), Nederlands politicus
- Peter Voser (1958), Zwitsers bestuurder, bestuursvoorzitter van Shell
- Galina Voskobojeva (1984), Russisch tennisster
- J.J. Voskuil (1926-2008), Nederlands schrijver
- Klaas Voskuil (1895-1975), Nederlands journalist
- Martina Voss (1967), Duits voetbalster en voetbalcoach
- Werner Voss (1897-1917), Duits gevechtspiloot
- Niek Vossebelt (1991), Nederlands voetballer
- Jonathan Vosselman (1984), Nederlands voetballer
- Jelle Vossen (1989), Belgisch voetballer
- Peter van Vossen (1968), Nederlands voetballer
- Ann Vossen (1964), Nederlands arts-microbioloog
- Piek Vossen (1960), Nederlands taalkundige
- Gerardus Vossius (1577-1649), Nederlands geschiedkundige, taalkundige, theoloog en humanist
- Bob Vostermans (1981), Nederlands burgemeester

## Vot
- Antonino Votto (1896-1985), Italiaans dirigent en pianist

## Vou
- Nicolas Vouilloz (1976), Frans mountainbiker en rallyrijder
- Joan Voûte (1879-1963), Nederlands astronoom
- Tom Voûte (1936-2008), Nederlands kinderoncoloog
- Laura Voutilainen (1975), Fins zangeres

## Vow
- Elizabeth Vowler (1702-1766), Brits koopvrouw

## Voz
- Andrej Voznesenski (1933-2010), Russisch dichter